# Gél

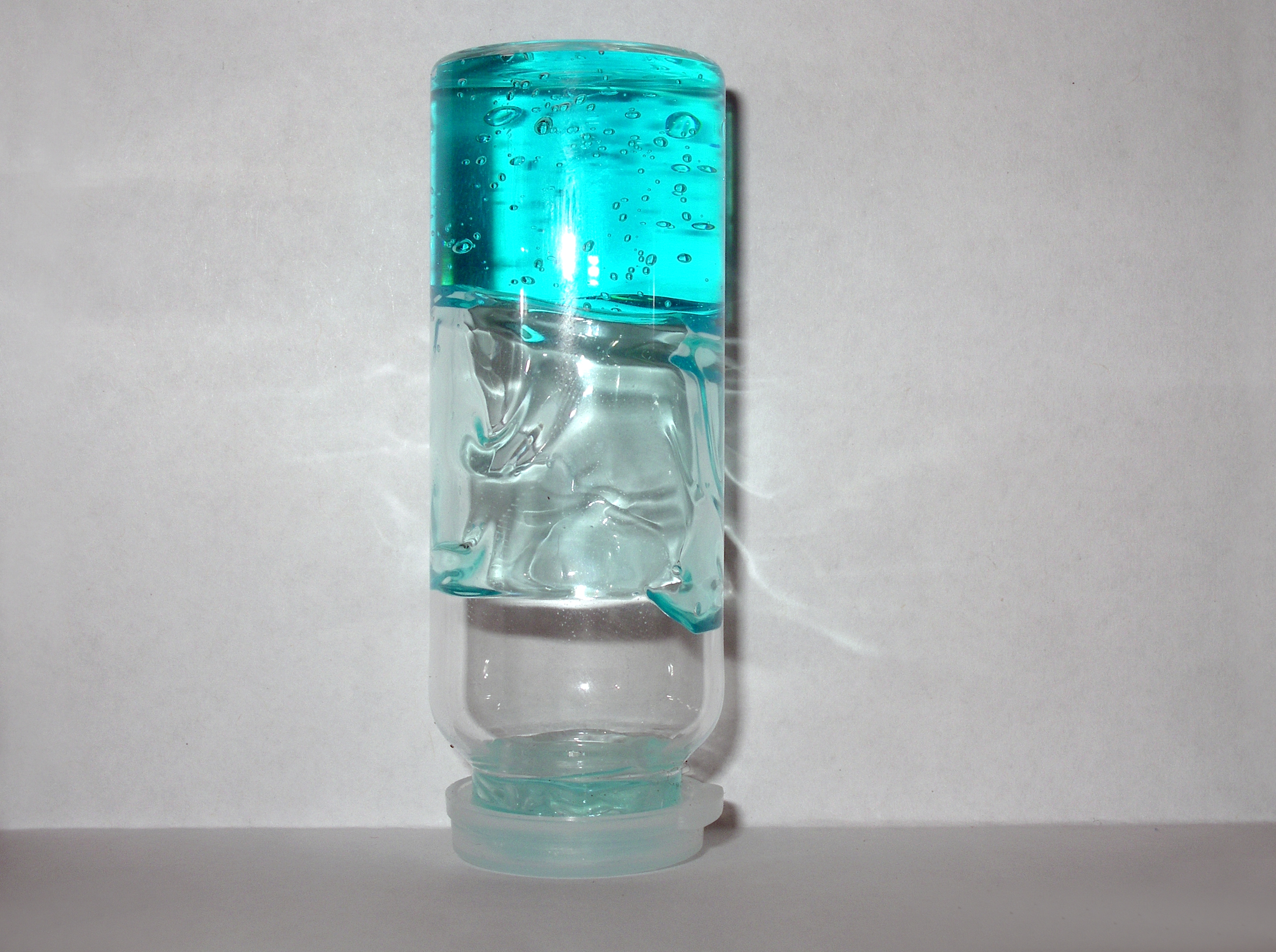
Hajzselé

A gélek vagy zselék félszilárd halmazállapotú kolloid anyagok, amelyeket térhálós szerkezet jellemez. Valójában szálerősítés adja meg a kocsonyás, tehát félig szilárd halmazállapotot. A gélben a diszpergált (eloszlatott) anyag folyékony, a diszpergáló közeg pedig szilárd. Az eloszlatott részecskék mérete 1 nanométer és 1 mikrométer között mozog.
A név az olasz gelatina (kocsonya), közvetve a latin gelatus (fagy) szóból ered.

## Rokon értelmű kifejezések anyagokra
A legismertebb magyaros kifejezés erre a gél halmazállapotra a kocsonyás anyag. A kocsonyát, mint ételt ismerjük, amikor a disznóvágás sűrű levét hidegre tesszük, és az reggelre megszilárdul. Rugalmasan is viselkedhet, ami abból fakad, hogy a vízbe a hosszú szénláncú vegyületek, zsírok, a csontból kifőtt kollagén rostok hozták létre a gél halmazállapotú anyagot. 
Ugyancsak ilyen halmazállapotú a zselatin is. Ha a csontból kifőzött anyagok erősebb kötést hoznak létre, akkor jutunk az enyvekhez. Ezek azonban már nem kocsonyásak. Egy hosszú sorozata áll a rendelkezésünkre a különböző szénlánchosszakkal merevített oldatoknak, melyek közül a vizes alapúak is, és a növényi és állati olaj és zsír alapúak is gélek, és a bennük szétszóródott kicsiny elemi rostok hozzák létre a szálerősítéses anyagoknak ezt a széles átmeneti skálán változó tulajdonságú sorozatát, amelyek tehát az összetett anyagok modern csoportjához is besorolhatók.